# Joseph Maffioli
Joseph Armand Maffioli, född 18 februari 1904 i Chamonix, Haute-Savoie, död där 10 juli 1965, var en fransk backhoppare. Han var med i de olympiska vinterspelen i Sankt Moritz 1928 i backhoppning där han kom på 35:e plats.